# Oreophasis derbianus
Oreophasis derbianus là một loài chim trong họ Cracidae.